# Baumgarten (Birgland)
Baumgarten ist eine bayerische Einöde, die zur Gemeinde Birgland gehört.

## Geografie
Die Einöde im Norden des Oberpfälzer Jura ist einer von 42 amtlich benannten Gemeindeteilen der Gemeinde Birgland im westlichen Teil der Oberpfalz. Das auf einer Höhe von 547 m ü. NHN gelegene Baumgarten ist etwa sieben Kilometer von dem nordöstlich liegenden Pfarrdorf Illschwang entfernt, in dem die Birglander Gemeindeverwaltung ihren Sitz hat.

## Geschichte

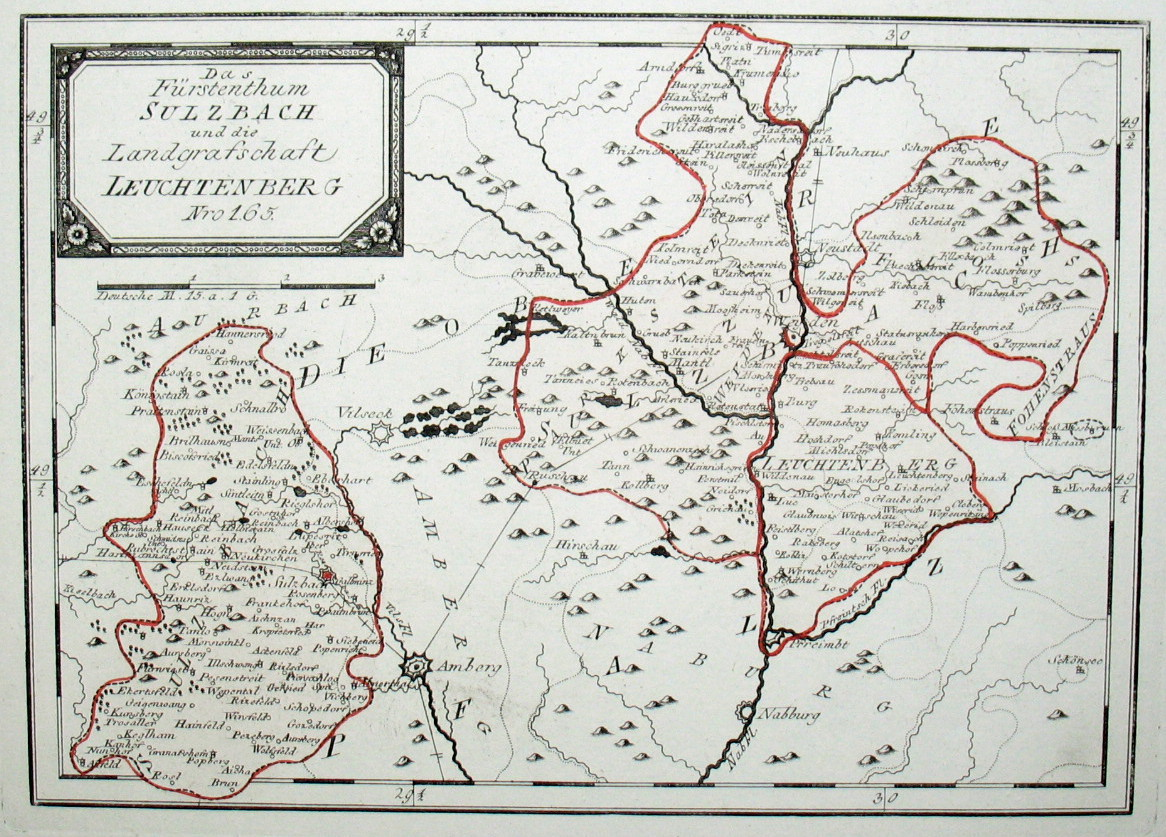
Das Territorium des Herzogtums Sulzbach mit dem Gebiet des Landrichteramtes Sulzbach im Südwesten

Zum Ende des Heiligen Römischen Reiches unterstand die bis 1777 kurpfälzische Einöde der Landeshoheit des Kurfürstentums Pfalzbaiern. Sie gehörte dabei zum Landrichteramt Sulzbach, das der südwestliche Teil des wittelsbachischen Herzogtums Sulzbach war. Im Rahmen des im Herzogtum Sulzbach seit 1652 geltenden Simultaneums waren die evangelischen Einwohner des damals aus zwei Anwesen bestehenden Ortes nach Fürnried eingepfarrt, die katholischen Einwohner der Pfarrei in Heldmannsberg zugeordnet.
Durch die Verwaltungsreformen zu Beginn des 19. Jahrhunderts im Königreich Bayern wurde Betzenberg mit dem Zweiten Gemeindeedikt im Jahr 1818 Bestandteil der Landgemeinde Schwend, zu der auch die Orte Betzenberg, Dickatshof, Hirschricht, Leinberg, Leinhof und Riedelhof gehörten. In der ersten Hälfte des 19. Jahrhunderts kamen Ödhaag, Ödthal und Schwenderöd dazu, die Neugründungen oder Ausbrüche bestehender Gemeindeteile waren. Im Zuge der kommunalen Gebietsreform in Bayern in den 1970er Jahren wurde Betzenberg zusammen mit der gesamten Gemeinde Schwend am 1. Juli 1972 in die neu gebildete Flächengemeinde Birgland eingegliedert. Im Jahr 1987 zählte die aus zwei Anwesen bestehende Einöde neun Einwohner.

## Verkehr
Eine aus dem Nordnordosten von der Staatsstraße 2164 kommende Gemeindeverbindungsstraße führt am südlichen Ortsbereich vorbei und weiter nach Poppberg. Der ÖPNV bedient das Dorf an einer Haltestelle der Buslinie 66 des VGN. Der am schnellsten erreichbare Bahnhof befindet sich in Sulzbach-Rosenberg an der Bahnstrecke Nürnberg–Schwandorf.

## Sehenswürdigkeiten
Beim Anwesen mit der Hausnummer 1 befindet sich ein denkmalgeschützter Backofen.